# Parc des expositions de Montpellier
Le parc des expositions de Montpellier est situé à l'Est de la métropole, sur la commune de Pérols dans le département de l’Hérault, en région Occitanie.

## Historique
En mars 2018, à la suite de l'épisode neigeux qui a touché tout le département, le toit du hall A3 a été fortement endommagé.

## Événements principaux
Les principaux salons sont :
- La foire de Montpellier[2],
- le salon des séniors et des salons sur la viticulture avec le SITEVI et VINISUD qui se déroulent tous les deux ans.

## Pavillons du Parc
Liste des pavillons du parc et superficie :
| Hall A1  | Hall A2  | Hall A3  | Hall A4  | Hall A5  | Hall A6  | Hall B1  | Hall B2  | Hall B3  | Hall B4  | Hall B5  |
| -------- | -------- | -------- | -------- | -------- | -------- | -------- | -------- | -------- | -------- | -------- |
| 4 800 m2 | 3 500 m2 | 5 800 m2 | 4 800 m2 | 2 400 m2 | 1 800 m2 | 3 600 m2 | 6 400 m2 | 6 000 m2 | 2 400 m2 | 3 500 m2 |

Le parc dispose de  60 000 m2 de surface d'exposition intérieur répartie sur 10 halls ainsi que 7 000 m2 de surface d'exposition extérieur.

## Transports
Le parc des expositions est desservi par la ligne 3 du tramway de Montpellier à l'arrêt « Parc Expo ». Il dispose de 5 500 places de parking.
Il se situe aussi à quelques minutes de l'aéroport de Montpellier-Méditerranée.